# Ицхак из Воложина
Ицхак из Воложина или Исаак Воложинский (известен как рав Ицеле, 1780, Воложин — 1849, Ивенец, Минская губерния) — 2-й глава Воложинской иешивы, лидер еврейства Литвы и Белоруссии. Сын раввина Хаима из Воложина.

## Биография
В возрасте 10 лет удостоился видеть Виленского Гаона во время одного из визитов своего отца к нему, несмотря на попытки отца отговорить сына. Начал преподавать в иешиве ещё при жизни отца. После его смерти в 1821 году сам возглавил иешиву. В 1824 году по правительственному указу иешива была закрыта, однако Ицхак продолжал в ней преподавать. В 1843 году принял участие в навязанной правительством конференции по вопросам образования вместе с раввином Менахем Менделем Шнеерсоном из Любавичей и Исраэлем Гальпериным из Бердичева, где резко выступал против открытия государственных школ для евреев. В 1849 году рав Ицеле поехал в Минск на лечение, но по дороге обратно скончался в местечке Ивенец, так и не добравшись до Воложина. После его смерти во главе иешивы встали его зятья Нафтали Цви Иеуда Берлин и Йосеф Дов Соловейчик.

## Наиболее известные ученики
- Рав Шмуэль Салант — главный раввин Иерусалима.

## Интересные факты
Раби Ицхак из Воложина был крайне педантичен в вопросах чистоты речи, тщательно следил за собой, чтобы не сказать о ком-либо дурное слово. И вот однажды он был вынужден назвать одного человека лжецом. Оберегаясь от произнесения «нечистого» слова, раби сказал:
«Этот человек обладает поразительной памятью. Есть люди, которые могут вспомнить события десятилетней давности; есть обладатели столь прекрасной памяти, что без труда могут воспроизвести то, что произошло двадцать и даже пятьдесят лет назад. Но этот человек обладает воистину поразительной памятью: он помнит о том, чего не было никогда!»